# Bucznik (województwo śląskie)
Bucznik – osada i kolonia artystyczna w województwie śląskim, w powiecie cieszyńskim w gminie Istebna (pomiędzy przysiółkiem Andziołówka, a doliną Olecki (prawy dopływ rzeki Olzy). Nazwa pochodzi od pierwotnie rosnących w centrum osady licznych, wiekowych buków. W tym miejscu, związany z Istebną i Śląskiem Cieszyńskim malarz i rzeźbiarz Ludwik Konarzewski-senior, w 1922 r. rozpoczął wznoszenie swego domu i pracowni, a następnie założył rodzaj kolonii artystyczno-kulturalnej.

## Historia – okres międzywojenny
Jako symboliczną datę założenia Bucznika, także jako formy kolonii artystycznej i kulturalnej, przyjmuje się jednak dzień 3 maja 1923 r., odnoszący się do wezwania kaplicy NMP Królowej Korony Polskiej, która została wzniesiona przez L. Konarzewskiego jako wotum wdzięczności za szczęśliwy powrót z zesłania przez władze carskie w okolice Buzułuku. Był to jeden z pierwszych budynków projektowanego przez niego założenia zabudowy Bucznika, ukończonej w całości we wczesnych latach 30. XX w. Równocześnie budowano dom mieszkalny, a następnie – pierwszy w górskiej Istebnej pensjonat, także o nazwie „Bucznik”.

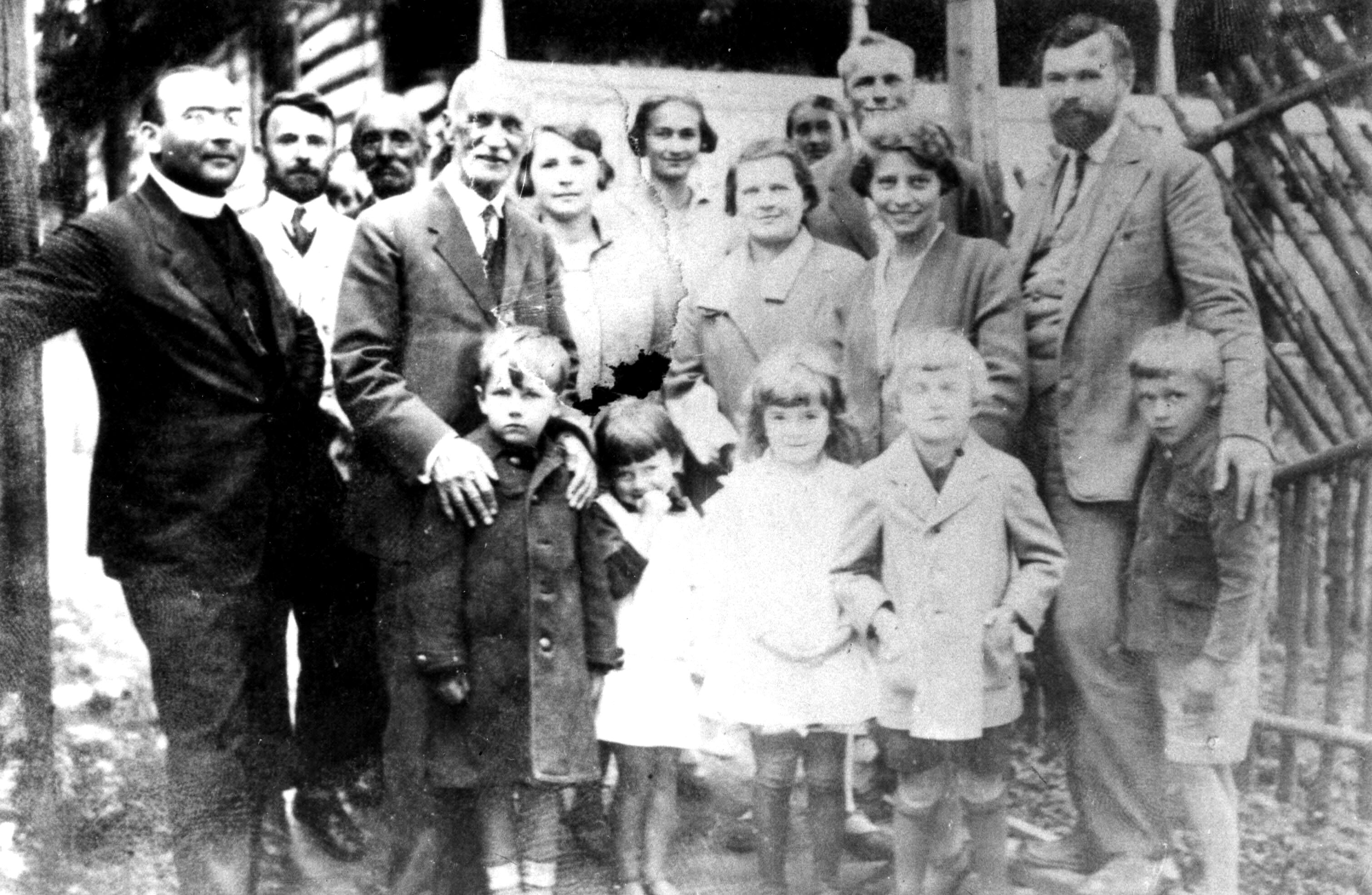
Goście Ludwika Konarzewskiego-seniora (pierwszy od prawej z osób dorosłych) przed pensjonatem "Bucznik" ok. 1927 r. – m.in. czwarty od lewej Julian Fałat, druga od prawej Zofia Kossak-Szczucka

Gośćmi tego pensjonatu bywały znakomite osobistości ze świata kultury i nauki okresu międzywojennego, m.in.: pisarz i publicysta Michał Asanka-Japołł, osiadły przed I wojną światową w Bystrej Śląskiej malarz Julian Fałat, prowadzący tu swoje badania wybitny etnograf i kolekcjoner Mieczysław Gładysz, ceniony lekarz immunolog i bakteriolog Ludwik Hirszfeld, działacz polityczno-społeczny Wojciech Korfanty, powieściopisarka Zofia Kossak-Szczucka, kompozytorzy: Tadeusz Joteyko, Stanisław Niewiadomski i Feliks Nowowiejski, syn Adama Mickiewicza – Władysław, śląski pisarz Gustaw Morcinek oraz śląski działacz społeczny, pisarz i dziennikarz radiowy Stanisław Ligoń. Obecność tylu znanych i wybitnych, zapraszanych tu osób powodowała, że na Buczniku toczyło się wówczas w naturalny sposób intensywne życie kulturalne i towarzyskie. L. Konarzewski zamyślał bowiem również o przekształceniu Istebnej w prężny ośrodek kulturalno-letniskowy na kształt pobliskiej Wisły, czy nawet Zakopanego.
Przy domu mieszkalnym gromadził także różnorodną tematycznie kolekcję dóbr kultury i dzieł sztuki, stwarzając w ten sposób rodzaj muzeum. Zbiory obejmowały kilkaset egzemplarzy rzeźb w drewnie i obrazów o tematyce sakralnej, kilkadziesiąt kompletów strojów regionalnych i historycznych, a także – tyleż różnorodnych sprzętów i mebli regionalnych z obszaru Śląska Cieszyńskiego. Dodatkowo zgromadził też gospodarz zbiory biblioteczne w liczbie około 1,5-2 tys. wolumenów, wśród których znalazło się kilkadziesiąt starodruków i manuskryptów.
Natomiast względy czysto zawodowe spowodowały, że L. Konarzewski-senior stworzył na Buczniku w okresie międzywojennym rodzaj warsztatów o nazwie Artystyczne pracownie malarstwa i rzeźby – sztuki kościelnej oraz góralskiej regionalnej, które przekształciły się także w nieformalną szkołę plastyczną dla młodzieży. Działalność szkoły i warsztatów artystycznych wykreowała kilkudziesięciu twórców lokalnych i kilku ogólnopolskich. Owe warsztaty artystyczne i ich uczniowie, pensjonat i jego goście oraz prowadzone muzeum i biblioteka, uczyniły z Bucznika w okresie międzywojennym kolonię artystyczną, ale także – ważny w regionie ośrodek kultury.
W latach II wojny światowej, pod nieobecność gospodarza, który wraz z najbliższą rodziną zamieszkał wówczas w Krakowie, decyzją władz okupacyjnych budynki Bucznika (z wyjątkiem wspomnianej kaplicy Matki Boskiej Królowej Polski – ocalonej także dzięki interwencjom władz kościelnych) zostały rozebrane. Natomiast większość dóbr ze wspomnianych kolekcji uległa rabunkom, zniszczeniu lub rozproszeniu. L. Konarzewski wraz z rodziną mógł powrócić na Bucznik dopiero w 1945 r.

## Po wojnie
Historię Bucznika po II wojnie światowej otwiera wznowienie działalności szkoły plastycznej w Istebnej, działającej już w nowo wzniesionym budynku. Tuż po wojnie powstał bowiem najpierw skromny i właściwie prowizoryczny budynek mieszkalny w formie baraku o istebniańskim numerze 451 oraz prawie równocześnie – także drewniany budynek wspomnianej szkoły plastycznej. Dzieci i młodzież uczyły się w niej – oprócz malarstwa, rzeźby i rysunku – także ceramiki. Szkoła funkcjonowała jako placówka społeczna do około 1960, kiedy była już prowadzona przez syna seniora – Ludwika Konarzewskiego-juniora, jego żonę – Joannę Konarzewską i siostrę Ludwika-juniora – Marię, która nauczała tu ceramiki; Ludwik Konarzewski-senior zmarł bowiem w 1954. Kilka lat po jego śmierci, syn Ludwik Konarzewski-junior wraz z żoną – Joanną, postanowili odbudować Bucznik – w pewnym stopniu – także jako formę dawnej kolonii artystycznej.

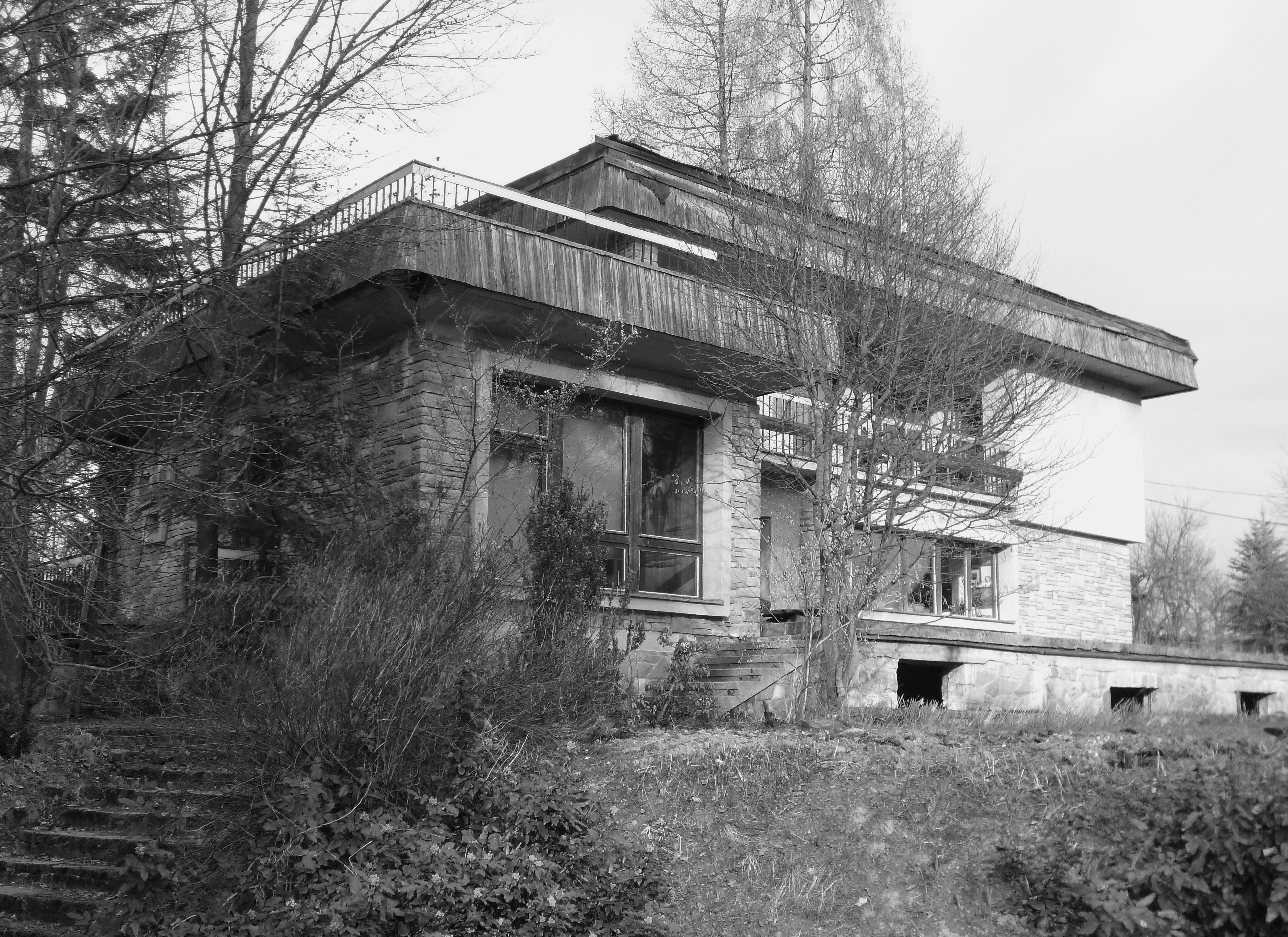
Dom nr 596 z lat 1960-75 mieszczący pracownię i muzeum rodzinne

W roku 1960 rozpoczęła się więc wreszcie budowa stałego, murowanego domu z pracownią, wznoszonego – podobnie, jak wspomniane wcześniej budynki powojenne Bucznika – według projektu młodszego brata Ludwika-juniora – architekta – Stanisława Konarzewskiego. Część detali architektonicznych (m.in.wątki kamieniarki, formy stolarki) powstała natomiast według koncepcji żony Ludwika-juniora – Joanny. Biorąc pod uwagę, że zarówno sam projekt architektoniczny, jak i wspomniane koncepcje detali pochodzą z przełomu lat 50. i 60. XX w., w swoim miejscu i czasie mogą uchodzić za nowatorskie.
Dom z pracownią o numerze 596 w stanie surowym ukończony został w 1967, jednak zewnętrzne prace wykończeniowe trwały do 1972, a wewnętrzne – do 1975. Tutaj powstała też większość prac plastycznych Ludwika-juniora i jego żony Joanny oraz ulokowana i wyeksponowana została większość ocalałych prac plastycznych i dóbr kultury z międzywojennej kolekcji Ludwika Konarzewskiego-seniora.

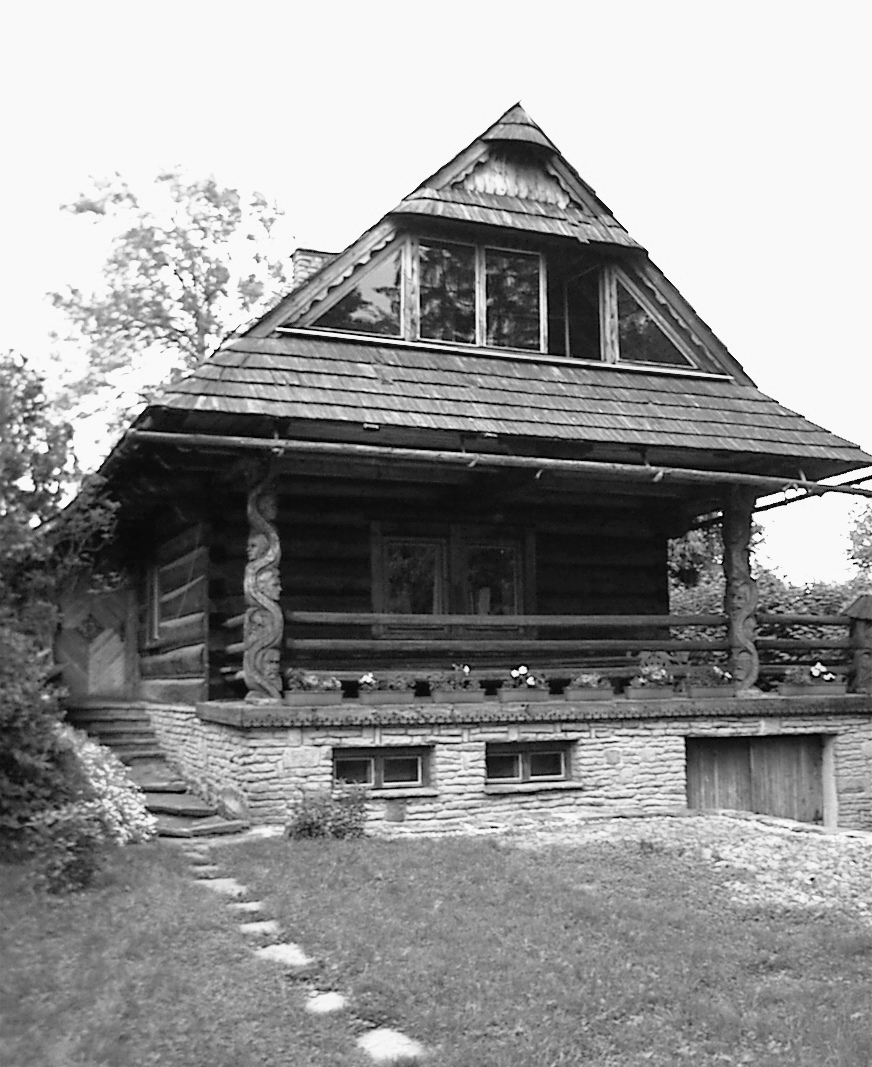
Dom drewniany z lat 1980-85 – pod numerem 29

W latach 70., oprócz intensywnych prac porządkujących i zagospodarowujących ostatecznie na nowo teren Bucznika, Ludwik i Joanna Konarzewscy, z powodu rozrastającej się rodziny, postanowili wznieść dodatkowo osobny budynek mieszkalno-pracowniany, który w zakresie formy i budulca miał przy okazji nawiązać do międzywojennego Bucznika, a w tym także – do lokalnej tradycji budowlanej.
W ten sposób w latach 1980-85, po dosyć długiej przerwie powojennej, powstaje jeden z pierwszych mieszkalnych budynków drewnianych nowej generacji w Polsce, stając się w tym czasie precedensem i jednym z pierwowzorów dla tego typu domów, wznoszonych do dzisiaj w całym kraju. Budynek ten, o istebniańskim numerze 29, zaprojektowany został również przez brata Ludwika-juniora – Stanisława. Ludwik-junior jest natomiast autorem jego wystroju rzeźbiarskiego wraz z koncepcją szaty ikonograficznej, symbolicznie nawiązującej do historii Polski i rodziny Konarzewskich.

## Współczesność
Zdarzenia okresu okupacji oraz następujące w latach następnych różnorodne trudności codziennej egzystencji, stały się przyczyną, dla której życie kulturalne na Buczniku po II wojnie światowej, być może nie miało już intensywności w wymiarze publiczno-towarzyskim, porównywalnej z okresem międzywojennym. Z drugiej jednak strony należy podkreślić, że oprócz wspomnianej społecznej szkoły plastycznej dla dzieci i młodzieży, która działała tu przez około lat 15, do dzisiaj funkcjonuje w tym miejscu także rodzaj muzeum i galerii sztuki. W minionych latach organizowano na Buczniku również konferencje i wystawy czasowe poświęcone historii kultury regionu i rodziny oraz formy lekcji muzealnych dla młodzieży, dzieci i osób z kręgu kultury. Natomiast w pracowni przy domu nr 596, w której powstawały liczne prace Ludwika Konarzewskiego-juniora i jego żony – Joanny, obecnie tworzy m.in. ich córka, malarka – Iwona Konarzewska. Zdarzenia te i fakty w dalszym ciągu świadczą o dorobku kulturalnym regionu, stanowiąc zarazem żywą cząstkę kultury polskiej i uniwersalnej.

## Film
- Gniazdo na Buczniku – film dokumentalny, reż. Aleksandra Dendor, TVP/Ośrodek w Katowicach, 1993 r.; emisja w 1994 r. w TVP 3 i TVP 2